# Erika Wien
Erika Wien (* 2. September 1928 in Wien; † 10. Oktober 2019 in Zürich) war eine österreichische Sängerin (Mezzosopran) und Schauspielerin.

## Leben und Wirken
Erika Wien wurde am 2. September 1928 in Wien geboren und absolvierte ein Gesangsstudium an der Universität für Musik und darstellende Kunst Wien. Zu ihren Lehrern zählten Hans Duhan, Josef Witt, Wolfgang Steinbrück oder Erik Werba. Ihre ersten Engagements nach beendetem Studium hatte sie in den Jahren 1952 bis 1953 an der Wiener Volksoper und war danach von 1953 bis 1959 am Theater Bremen aktiv. In den Jahren 1959 bis 1964 trat sie an der Deutschen Oper am Rhein in Erscheinung, gefolgt von einem von 1964 bis 1980 andauernden Engagement am Opernhaus Zürich. Als dramatische Altistin gehörte sie vor allem in der Direktionsära von Hermann Juch zu den profiliertesten Ensemblemitgliedern des Opernhauses Zürich.
Gastauftritte hatte Wien unter anderem an der Deutschen Oper Berlin, der Staatsoper Berlin, den Staatsopern von Wien, München, Hamburg und Stuttgart, sowie den Opernhäusern von Frankfurt am Main, Hannover, Köln, Nürnberg, Wiesbaden und Wuppertal. Des Weiteren hatte sie auch Gastengagements am Holland Festival, dem Maggio Musicale Fiorentino, in Brüssel und Bordeaux, in Lyon und Marseille, am Teatro Colón in Buenos Aires, in der Grand Opéra Paris, den Opernhäusern von Los Angeles, San Diego und San Francisco, in Nantes und Toulouse, sowie in Turin und Genua.
Zu ihrem Repertoire zählten unter anderem die Titelrolle in Carmen, Marcellina in Le nozze di Figaro, Maddalena in Rigoletto, Azucena in Il trovatore, Amneris in Aida, Eboli in Verdis Don Carlos, Ulrica in Un ballo in maschera, Mrs. Quickly in Verdis Falstaff, Fenena in Nabucco, Mary in Der fliegende Holländer, Ortrud in Lohengrin, Erda und Fricka in Der Ring des Nibelungen, Brangaene in Tristan und Isolde, Venus in Tannhäuser und der Sängerkrieg auf Wartburg, Orfeo in Orfeo ed Euridice, Marina Mnischek in Boris Godunow, die Gräfin in Pique Dame, Milada in Dalibor, die Hexe Ježibaba in Rusalka, Klytaimnestra in Strauss’ Elektra, Marie in Bergs Wozzeck, Kontschakowna in Fürst Igor, die Künstlerin in Jenůfa, die Oberpriesterin in Penthesilea, Adelaide in Strauss’ Arabella oder Leokadja Begbick in Aufstieg und Fall der Stadt Mahagonny.
Im Opernhaus Zürich war sie an den Premieren von Madame Bovary unter dem Komponisten Heinrich Sutermeister, dem Regisseur Michael Hampe und dem musikalischen Leiter Reinhard Peters (26. Mai 1967) und im Juni 1977 in Ein Engel kommt nach Babylon des Komponisten Rudolf Kelterborn beteiligt.
Erika Wien hatte auch großen Erfolg als Konzert- und Oratoriumssolistin, wo sie vor allem in Werken von Johann Sebastian Bach, Ludwig van Beethoven oder Johannes Brahms überzeugen konnte. Außerdem trat sie bei Liederabenden in Erscheinung und war Konzertsängerin in Deutschland, der Schweiz, sowie in Wien, Madrid, Granada und Paris.
Erika Wien starb in der Nacht vom 9. auf den 10. Oktober 2019 in Zürich.